# Babarc
Babarc (németül: Bawarz, horvátul: Babrac) község Baranya vármegyében, a Bólyi járásban.

## Fekvése
Baranya vármegye keleti részén fekszik, a Borza-patak völgyében, mintegy tíz kilométerre a Duna mohácsi szakaszától. Legmagasabb pontja a 224 méteres Salamon-hegy.
A szomszédos települések: észak felől Kisnyárád, kelet felől Lánycsók, dél felől Nagynyárád, délnyugat felől Szajk, északnyugat felől pedig Liptód.

### Megközelítése
Közúton könnyen megközelíthető, mivel külterületén áthalad az M6-os és M60-as autópálya, illetve az 57-es főút is. Belterülete az 57-esről észak felé letérve, a Liptód központjáig vezető 56 113-as számú mellékúton érhető el.
Vasútvonal nem érinti, a legközelebbi vasúti csatlakozási lehetőséget a Villány–Magyarbóly-vasútvonal mohácsi vagy bólyi állomásai kínálják, de közúton mindkettő nagyságrendileg 10 kilométerre van a községtől.

## Története
Az első emberi tevékenységre a területen kora őskori leletek utalnak, de jelentős újkőkorszaki kerámialeletekre, valamint avar és római sírokra is bukkantak a környéken.
A falut elsőként 1015-ben említik, a pécsváradi apátság alapítólevelében; az apátság kapta adományként. 1408-ban már vásártartási joggal rendelkezett. A neve többször változott az idők során: Boborc, Boborcz, Boborch, Babarch, Bibarc, sőt még Bybarch is.
A török hódoltság alatt fokozatosan elnéptelenedett. Feltételezések szerint neve Bej-Barsnak, a hely hajdani török urának nevéből ered. 1602-ben már újra lakott, ekkor épült katolikus temploma. A 17. század végén 10 család lakta, akik már kálvinista vallásúak voltak, de 1712-ig a katolikus templomot használták, s csak később építettek maguknak egy másikat.
1704-ben a rácok feldúlták és felgyújtották a falut. A 18. század első felében 318 német család vándorolt be a faluba, de e bevándorlók fele hamarosan továbbvándorolt. A falu ebben az időben két utcából állt, a magyar és a sváb utcából.
A II. József által elrendelt és 1784-1787 között tartott népszámlálás adatai szerint a községben akkor 180 család, összesen 1059 fő lakott, fából és agyagból épült házakban. Nagy részük szőlőműveléssel, állattartással, majd földműveléssel foglalkozott.
Babarc 1836-ban jegyzőség lett. 1926-ban már 1456 lakosa volt.
A II. világháború után a németeket kitelepítették, helyükre a csehszlovák–magyar lakosságcsere keretében felvidéki magyar telepesek érkeztek, de lakosságának 20%-a még 2001-ben is német nemzetiségűnek vallotta magát.

## Közélete

### Polgármesterei
- 1990-1994: Hock János (független)[5]
- 1994-1998: Pécsi Sándor (független)[6]
- 1998-2002: Pécsi Sándor (független)[7]
- 2002-2006: Pécsi Sándor (független)[8]
- 2006-2010: Pécsi Sándor (független)[9]
- 2010-2014: Pécsi Sándor (független)[10]
- 2014-2019: Pécsi Sándor (független)[11]
- 2019–2022: Pécsi Sándor (független)[12]
- 2022–2024: Hárich József (független)[13]
- 2024– : Hárich József (független)[1]

A településen 2022. november 20-án időközi polgármester-választást kellett tartani, mert az előző faluvezető szeptember 6-án lemondott posztjáról.

## Népesség
A település népességének változása:
| Lakosok száma | 747  | 723  | 708  | 723  | 738  | 686  | 683  | 661  |
|               | 2013 | 2014 | 2015 | 2019 | 2021 | 2022 | 2023 | 2024 |

A 2011-es népszámlálás során a lakosok 88,7%-a magyarnak, 6,3% cigánynak, 1,9% horvátnak, 35,9% németnek, 0,5% románnak, 0,3% szerbnek mondta magát (10,1% nem nyilatkozott; a kettős identitások miatt a végösszeg nagyobb lehet 100%-nál). A vallási megoszlás a következő volt: római katolikus 67,2%, református 6,7%, evangélikus 1,7%, görögkatolikus 0,1%, felekezeten kívüli 3,6% (20% nem nyilatkozott).
2022-ben a lakosság 90,5%-a vallotta magát magyarnak, 30,5% németnek, 3,8% cigánynak, 1,5% horvátnak, 0,3% szlováknak, 0,3% ukránnak, 0,1-0,1% lengyelnek, ruszinnak és örménynek, 1,6% egyéb, nem hazai nemzetiségűnek (7,1% nem nyilatkozott; a kettős identitások miatt a végösszeg nagyobb lehet 100%-nál). Vallásuk szerint 52,6% volt római katolikus, 5,2% református, 1,3% evangélikus, 0,3% görög katolikus, 1,3% egyéb keresztény, 0,7% egyéb katolikus, 10,6% felekezeten kívüli (27,8% nem válaszolt).

## Nevezetességei és híres szülöttei
- Református templom
- Római katolikus templom
- Parasztházak
- Szent Flórián-szobor
- Schwartzer Ferenc
- Schwartzer Ottó
- Babarci Svábudvar (német telepesek által épített eredeti tájház az 1780-as évekből)[17]

## Testvértelepülések
- Hart bei Graz Ausztria
- Willingshausen-Loshausen Németország